# Progne dominicensis
Progne dominicensis là một loài chim trong họ Hirundinidae.